# Jekaterina Walerjewna Makarowa
Jekaterina Walerjewna Makarowa (russisch Екатерина Валерьевна Макарова, engl. Transkription Ekaterina Valeryevna Makarova; * 7. Juni 1988 in Moskau, Sowjetunion) ist eine ehemalige russische Tennisspielerin. Zusammen mit Jelena Wesnina gewann sie drei Grand-Slam-Titel und 2016 die Goldmedaille bei den Olympischen Spielen.

## Karriere
Im Alter von sechs Jahren begann Makarowa mit dem Tennissport, ab Oktober 2004 spielte sie auf der Profitour. Anfang 2008 schaffte sie den Sprung unter die Top 100, 2010 konnte sie sich unter den 50 Besten etablieren. Sie kann Siege über die ehemaligen Top-10-Spielerinnen Ai Sugiyama, Nicole Vaidišová, Wera Swonarewa, Anna Tschakwetadse, Nadja Petrowa, Amélie Mauresmo sowie über Serena Williams vorweisen. 
Von 2008 bis 2018 spielte Makarowa für die russische Fed-Cup-Mannschaft; in diesem Teamwettbewerb gewann sie alle ihre fünf Doppelpartien und sechs ihrer elf Einzel.

### 2010–2012
Beim Rasenturnier von Eastbourne feierte sie 2010 ihren ersten WTA-Titel. Als Qualifikantin ins Turnier gestartet, besiegte sie im Hauptfeld zunächst Flavia Pennetta mit 7:65, 6:1 und in Runde zwei Nadja Petrowa mit 6:2 und 6:0. Im Viertelfinale bezwang sie Swetlana Kusnezowa mit 6:4, 7:5 und im Halbfinale Samantha Stosur mit 7:65, 7:5. Das Finale gegen Wiktoryja Asaranka gewann sie mit 7:65 und 6:4. Damit beendete sie die Saison zum zweiten Mal in den Top 50.
Sowohl in Melbourne als auch in Paris zog Makarowa ins Achtelfinale ein. Bei den Australian Open besiegte sie 2011 Ana Ivanovic und Nadja Petrowa, ehe sie sich der späteren Siegerin Kim Clijsters geschlagen geben musste. In Paris konnte sie Kaia Kanepi ausschalten, unterlag diesmal aber der späteren Finalistin Asaranka. In Wimbledon schied sie, an Position 28 gesetzt, bereits in der ersten Runde aus.
Im Februar stand sie zusammen mit Wera Duschewina im Endspiel von Paris, in dem sich die US-Amerikanerinnen Bethanie Mattek-Sands und Meghann Shaughnessy mit 6:4, 6:2 durchsetzen konnten.
Bei den Australian Open erreichte sie 2012 als Ungesetzte nach Siegen über die an Nummer 7 und 12 gesetzten Wera Swonarewa und Serena Williams das Viertelfinale, in dem Marija Scharapowa mit 6:2 und 6:3 die Oberhand behielt. Bei den French Open kam das Aus für Makarowa bereits in Runde eins gegen Sloane Stephens (4:6, 6:7). Die Rasensaison begann mit einem Halbfinaleinzug in Birmingham (4:6, 6:3, 2:6 gegen Melanie Oudin) und einem Viertelfinale in Eastbourne gegen Angelique Kerber (2:6, 4:6). In Wimbledon reichte es nur für Runde zwei, in der sie erneut auf Kerber traf und diesmal mit 5:7 und 3:6 verlor. Bei den US Open konnte sie sich für ihr Ausscheiden im Einzel in Runde drei mit ihrem ersten Grand-Slam-Titel trösten; sie gewann den Mixed-Wettbewerb an der Seite des Brasilianers Bruno Soares.
Im Oktober gewann sie zusammen mit Jelena Wesnina die WTA-Turniere in Peking und in Moskau. Damit verbesserte sie sich im Doppel-Ranking auf Platz 11.

### Nach 2013
Im Doppelwettbewerb von Melbourne erreichte sie erstmals die Vorschlussrunde, so dass sie seit dem 18. Februar 2013 im Doppel in den Top Ten geführt wird. Mit ihrem zu dem Zeitpunkt größten Erfolg, dem Doppeltitel beim einzigen Grand-Slam-Turnier auf Sand, setzte sie sich in der Doppelweltrangliste auf Platz 5 (im Juli dann sogar auf Platz 4). Im Finale der French Open besiegte sie zusammen mit Wesnina die Titelverteidigerinnen Sara Errani und Roberta Vinci.
Bei den Australian Open stand sie 2014 mit Wesnina erstmals im Endspiel. Errani und Vinci gelang dort jedoch in drei Sätzen die Revanche für Paris. Erstmals zog sie im Einzel in Wimbledon ins Viertelfinale ein, das sie gegen Lucie Šafářová in zwei Sätzen verlor. Bei den US Open erreichte sie dann erstmals das Halbfinale im Einzel, in dem sie gegen Serena Williams jedoch klar den Kürzeren zog. In der Doppelkonkurrenz gewann sie mit Wesnina hingegen ihren zweiten Grand-Slam-Titel.
Bei den Australian Open stand Makarowa 2015 erneut im Einzel-Halbfinale eines Grand-Slam-Turniers. Im April erreichte sie in der WTA-Weltrangliste mit Position 8 eine neue Bestmarke im Einzel. In Roland Garros kam sie im Einzel ins Achtelfinale; dagegen stand sie dort im Doppel im Semifinale. In Wimbledon erreichten Makarowa und Wesnina ihr zweites Grand-Slam-Endspiel, in dem sie sich in drei engen Sätzen Martina Hingis und Sania Mirza geschlagen geben mussten. 2017 gelang Makarowa gemeinsam mit Wesnina in Wimbledon der Titelgewinn, darüber hinaus gewannen sie in der Saison zwei weitere Titel. In der Saison 2018 sicherten sich Makarowa und Wesnina den Titel in Madrid und übernahmen zum 11. Juni 2018 gemeinsam erstmals die Führung in der Weltrangliste.
Am 28. Januar 2020 gab Makarowa ihr Karriereende bekannt.

## Turniersiege

### Einzel
| Nr. | Datum           | Turnier    | Kategorie         | Belag     | Finalgegnerin      | Ergebnis       |
| --- | --------------- | ---------- | ----------------- | --------- | ------------------ | -------------- |
| 1.  | 19. Juni 2010   | Eastbourne | WTA Premier       | Rasen     | Wiktoryja Asaranka | 7:65, 6:4      |
| 2.  | 2. Februar 2014 | Pattaya    | WTA International | Hartplatz | Karolina Plíšková  | 6:3, 7:67      |
| 3.  | 6. August 2017  | Washington | WTA International | Hartplatz | Julia Görges       | 3:6, 7:62, 6:0 |

### Doppel
| Nr. | Datum             | Turnier        | Kategorie              | Belag             | Partnerin           | Finalgegnerinnen                     | Ergebnis         |
| --- | ----------------- | -------------- | ---------------------- | ----------------- | ------------------- | ------------------------------------ | ---------------- |
| 1.  | 3. Mai 2009       | Fès            | WTA International      | Sand              | Alissa Kleibanowa   | Sorana Cîrstea Maria Kirilenko       | 6:3, 2:6, [10:8] |
| 2.  | 7. Oktober 2012   | Peking         | WTA Premier            | Hartplatz         | Jelena Wesnina      | Nuria Llagostera Vives Sania Mirza   | 7:5, 7:5         |
| 3.  | 21. Oktober 2012  | Moskau         | WTA Premier            | Hartplatz (Halle) | Jelena Wesnina      | Marija Kirilenko Nadja Petrowa       | 6:3, 1:6, [10:8] |
| 4.  | 16. März 2013     | Indian Wells   | WTA Premier Mandatory  | Hartplatz         | Jelena Wesnina      | Nadja Petrowa Katarina Srebotnik     | 6:0, 5:7 [10:6]  |
| 5.  | 9. Juni 2013      | French Open    | Grand Slam             | Sand              | Jelena Wesnina      | Sara Errani Roberta Vinci            | 7:5, 6:2         |
| 6.  | 6. September 2014 | US Open        | Grand Slam             | Hartplatz         | Jelena Wesnina      | Martina Hingis Flavia Pennetta       | 2:6, 6:3, 6:2    |
| 7.  | 31. Juli 2016     | Montreal       | WTA Premier 5          | Hartplatz         | Jelena Wesnina      | Simona Halep Monica Niculescu        | 6:3, 7:65        |
| 8.  | 14. August 2016   | Rio de Janeiro | Olympische Spiele      | Hartplatz         | Jelena Wesnina      | Martina Hingis Timea Bacsinszky      | 6:4, 6:4         |
| 9.  | 30. Oktober 2016  | Singapur       | WTA Tour Championships | Hartplatz (Halle) | Jelena Wesnina      | Bethanie Mattek-Sands Lucie Šafářová | 7:65, 6:3        |
| 10. | 25. Februar 2017  | Dubai          | WTA Premier 5          | Hartplatz         | Jelena Wesnina      | Andrea Hlaváčková Peng Shuai         | 6:2, 4:6, [10:7] |
| 11. | 15. Juli 2017     | Wimbledon      | Grand Slam             | Rasen             | Jelena Wesnina      | Chan Hao-ching Monica Niculescu      | 6:0, 6:0         |
| 12. | 13. August 2017   | Toronto        | WTA Premier 5          | Hartplatz         | Jelena Wesnina      | Anna-Lena Grönefeld Květa Peschke    | 6:0, 6:4         |
| 13. | 12. Mai 2018      | Madrid         | WTA Premier Mandatory  | Sand              | Jelena Wesnina      | Tímea Babos Kristina Mladenovic      | 2:6, 6:4, [10:8] |
| 14. | 18. August 2018   | Cincinnati     | WTA Premier 5          | Hartplatz         | Lucie Hradecká      | Elise Mertens Demi Schuurs           | 6:2, 7:5         |
| 15. | 3. Februar 2019   | St. Petersburg | WTA Premier            | Hartplatz (Halle) | Margarita Gasparjan | Viktória Kužmová Anna Kalinskaja     | 7:5, 7:5         |

### Mixed
| Nr. | Datum             | Turnier | Kategorie  | Belag     | Partner      | Finalgegner                    | Ergebnis           |
| --- | ----------------- | ------- | ---------- | --------- | ------------ | ------------------------------ | ------------------ |
| 1.  | 6. September 2012 | US Open | Grand Slam | Hartplatz | Bruno Soares | Marcin Matkowski Květa Peschke | 6:78, 6:1, [12:10] |

## Abschneiden bei Grand-Slam-Turnieren

### Einzel
| Turnier         | 2005 | 2006 | 2007 | 2008 | 2009 | 2010 | 2011 | 2012 | 2013 | 2014 | 2015 | 2016 | 2017 | 2018 | 2019 | Karriere |
| --------------- | ---- | ---- | ---- | ---- | ---- | ---- | ---- | ---- | ---- | ---- | ---- | ---- | ---- | ---- | ---- | -------- |
| Australian Open | —    | —    | —    | 3    | 2    | 2    | AF   | VF   | VF   | AF   | HF   | AF   | AF   | 1    | 1    | HF       |
| French Open     | —    | —    | Q2   | 2    | 1    | 1    | AF   | 1    | 1    | 3    | AF   | 2    | 2    | 2    | —    | AF       |
| Wimbledon       | —    | —    | Q3   | 1    | 2    | 2    | 1    | 2    | 3    | VF   | 2    | AF   | 2    | AF   | —    | VF       |
| US Open         | Q2   | —    | 3    | 3    | 1    | 1    | 1    | 3    | VF   | HF   | AF   | 1    | 3    | 3    | —    | HF       |

Zeichenerklärung: S = Turniersieg; F, HF, VF, AF = Einzug ins Finale / Halbfinale / Viertelfinale / Achtelfinale; 1, 2, 3 = Ausscheiden in der 1. / 2. / 3. Hauptrunde; Q1, Q2, Q3 = Ausscheiden in der 1. / 2. / 3. Runde der Qualifikation; n. a. = nicht ausgetragen

### Doppel
Die Tabelle listet die Ergebnisse der Grand-Slam-Turniere, der Tour Championships, der Olympischen Spiele, des Fed Cups bzw Billie Jean King Cups und der Turniere folgender Kategorien auf: 1990–2008: Tier I, 2009–2020: Premier Mandatory und Premier 5, ab 2021: WTA 1000.
| Turnier           | 2004 | 2005 | 2006 | 2007 | 2008 | 2009 | 2010 | 2011 | 2012 | 2013 | 2014 | 2015 | 2016 | 2017 | 2018 | 2019 | Karriere |
| ----------------- | ---- | ---- | ---- | ---- | ---- | ---- | ---- | ---- | ---- | ---- | ---- | ---- | ---- | ---- | ---- | ---- | -------- |
| Australian Open   | —    | —    | —    | —    | —    | 2    | 2    | 1    | VF   | HF   | F    | VF   | —    | VF   | F    | 2    | 2 × F    |
| French Open       | —    | —    | —    | —    | 2    | 2    | 2    | 1    | VF   | S    | 2    | HF   | F    | VF   | 1    | —    | 1 × S    |
| Wimbledon         | —    | —    | —    | —    | VF   | VF   | 2    | AF   | VF   | AF   | AF   | F    | VF   | S    | 2    | —    | 1 × S    |
| US Open           | —    | —    | —    | —    | 2    | HF   | 2    | AF   | AF   | VF   | S    | —    | HF   | AF   | VF   | —    | 1 × S    |
| WTA Finals        | —    | —    | —    | —    | —    | —    | —    | —    | —    | F    | VF   | —    | S    | HF   | —    | —    | 1 × S    |
| Doha              |      |      |      |      | AF   |      |      |      | —    | 1    | —    |      | 1    |      | VF   |      | 1 × VF   |
| Dubai             |      |      |      |      |      | 1    | 1    | —    |      |      |      | VF   |      | S    |      | F    | 1 × S    |
| Indian Wells      | —    | —    | —    | —    | —    | AF   | 1    | 1    | 1    | S    | VF   | F    | 1    | HF   | F    | —    | 1 × S    |
| Miami             | —    | —    | —    | —    | —    | 1    | VF   | 1    | VF   | VF   | F    | F    | VF   | VF   | HF   | —    | 2 × F    |
| Charleston        | —    | —    | —    | —    | —    |      |      |      |      |      |      |      |      |      |      |      | —        |
| Rom               | —    | —    | —    | —    | —    | —    | —    | —    | F    | —    | VF   | —    | F    | F    | —    | —    | 3 × F    |
| Madrid            |      |      |      |      |      | AF   | 1    | —    | F    | VF   | AF   | VF   | HF   | AF   | S    | —    | 1 × S    |
| Berlin            | —    | —    | —    | —    | —    |      |      |      |      |      |      |      |      |      |      |      | —        |
| San Diego         | —    | —    | —    | 1    |      |      |      |      |      |      |      |      |      |      |      |      | 1 × 1R   |
| Cincinnati        |      |      |      |      |      | VF   | 1    | HF   | AF   | HF   | AF   | —    | —    | —    | S    | —    | 1 × S    |
| Kanada            | —    | —    | —    | —    | —    | VF   | 1    | —    | VF   | HF   | VF   | AF   | S    | S    | F    | —    | 2 × S    |
| Tokio             | —    | —    | —    | —    | —    | 1    | —    | —    | —    | —    |      |      |      |      |      |      | 1 × 1R   |
| Wuhan             |      |      |      |      |      |      |      |      |      |      | —    | —    | —    | VF   | AF   | —    | 1 × VF   |
| Zürich            | —    | —    | —    | —    |      |      |      |      |      |      |      |      |      |      |      |      | —        |
| Peking            |      |      |      |      |      | F    | 1    | 1    | S    | —    | —    | —    | AF   | HF   | HF   | —    | 1 × S    |
| Moskau            | Q1   | —    | —    | 1    | VF   |      |      |      |      |      |      |      |      |      |      |      | 1 × VF   |
| Olympische Spiele | —    |      |      |      | —    |      |      |      | VF   |      |      |      | S    |      |      |      | 1 × S    |
| Fed Cup           |      |      |      |      | S    |      |      | F    |      | F    | PO   |      | 1    | 1    | PO   |      | 1 × S    |

Zeichenerklärung: S = Turniersieg; F, HF, VF, AF = Einzug ins Finale, Halb-, Viertel-, Achtelfinale; 1, 2, 3 = Ausscheiden in der 1., 2., 3. Haupt- / Finalrunde; Q1, Q2, Q3 = Ausscheiden in der 1., 2. 3. Qualifikationsrunde; KF (kleines Finale) = unterlegen im Spiel um Platz drei; RR = Round Robin (Gruppenphase); nicht ausgetragen oder andere Kategorie; PO (Playoff), P2 = Auf-/Abstiegsrunde zur Weltgruppe I/II im Fed Cup; W2, K1, K2, K3 = Teilnahme in der Weltgruppe II, Kontinentalgruppe I, II, III im Fed Cup.

### Mixed
| Turnier         | 2009 | 2010 | 2011 | 2012 | 2013 | 2014 | 2015 | 2016 | 2017 | 2018 | 2019 | Karriere |
| --------------- | ---- | ---- | ---- | ---- | ---- | ---- | ---- | ---- | ---- | ---- | ---- | -------- |
| Australian Open | —    | F    | —    | —    | —    | —    | —    | —    | —    | HF   | 1    | F        |
| French Open     | —    | 1    | VF   | —    | —    | —    | —    | —    | —    | —    | —    | VF       |
| Wimbledon       | 1    | 2    | 1    | 2    | —    | —    | —    | —    | AF   | VF   | —    | VF       |
| US Open         | —    | —    | —    | S    | —    | —    | —    | —    | —    | —    | —    | S        |